# Cieslak Point
Cieslak Point är en udde i Antarktis. Den ligger i Sydshetlandsöarna. Argentina, Chile och Storbritannien gör anspråk på området.
Terrängen inåt land är kuperad åt sydost, men norrut är den platt. Havet är nära Cieslak Point åt nordväst. Trakten är glest befolkad. Närmaste befolkade plats är Commandante Ferraz Station, 15,4 kilometer sydost om Cieslak Point. 